# Diclorofenilfosfina
Diclorofenilfosfina é um composto organofosforoso com a fórmula C6H5PCl2. Este líquido viscoso incolor é comumente usado na síntese de ligantes de fosfina.
Diclorofenilfosfina encontra comercialmente disponível. Pode ser preparada pela substituição eletrofílica de benzeno por tricloreto de fósforo, catalisada por cloreto de alumínio.  O composto é um intermediário para a síntese de outras substâncias, por exemplo, a dimetilfenilfosfina:
C6H5PCl2  +  2 CH3MgI   →   C6H5P(CH3)2  +  2 MgICl
Diclorofenilfosfina sofre a reação de McCormack pelo tratamento com dienos resultando em fosfóis.